# Presa de Afrin
La presa de Afrín (en árabe: سد عفرين‎) oficialmente presa del 17 de abril (en árabe: سد 17 نيسان) o presa de Maydanki (en árabe: سد ميدانكي), es una presa de almacenamiento de agua y energía hidroeléctrica rellena de tierra en el río Afrin, al noroeste de Siria. Proporciona agua potable a casi 200 000 personas, irriga unas 30.000 hectáreas de olivos, árboles frutales y cultivos agrícolas, y suministra 25 MW de energía hidroeléctrica. Actualmente está bajo control de las Fuerzas Terrestres turcas.

## Ubicación
La presa se encuentra 12 km (7.5 mi) al norte de la ciudad de Afrin, cerca del pueblo de Midaneka (Maydanki). Y a 70 kilómetros (43 mi) de la ciudad de Alepo. Gran parte de la región está plantada de olivos y árboles frutales. Alrededor del 80% de la superficie depende del riego por agua de lluvia, y el resto de pozos y bombas. Antes de la construcción de la presa, los huertos y otros cultivos estaban irrigados, pero no así los olivos. El distrito de Afrin está poblado por kurdos, el más occidental de las regiones kurdas sirias.
Su cuenca hidrográfica tiene una superficie de 1.365 kilómetros cuadrados y unas precipitaciones anuales de 330 a 700 milímetros. El río Afrin nace al sur de los montes Kartal, en Turquía, cruza a Siria, donde atraviesa la ciudad de Afrin, y vuelve a cruzar a Turquía. Alrededor de 250.000.000 de metros cúbicos (8.8×10⁹ pies cúbicos) del caudal anual del río proceden de la provincia turca de Hatay, mientras que unos 60.000.000 de metros cúbicos (2.1×10⁹ pies cúbicos) se originan en Siria.

## Historia
La presa estaba destinada a irrigar las tierras del valle fluvial de la región situada entre Alepo y la frontera con Turquía. El proyecto se aprobó en 1984 tras amplios estudios del Ministerio de Riego. La presa controlaría el caudal del río y evitaría inundaciones, regaría hasta 30 000 hectáreas de tierra, abastecería de agua potable a la región, proporcionaría hasta 20 MW de energía hidroeléctrica y se convertiría en una atracción turística.
La construcción comenzó en 1997. La presa se construyó para la Autoridad General de Recursos Hídricos por un coste total de 58.200 millones de libras sirias, incluido el coste de adquisición de terrenos para el embalse. Durante la construcción se excavaron 1.800.000 metros cúbicos de tierra y roca. La presa fue inaugurada el 24 de abril de 2004 en presencia del primer ministro Muhammad Naji al-Otari. La resolución estatal siria nº 1849 de 2004 declaró que el lago de la presa del 17 de abril era una zona protegida.
Un informe de 2016 señaló que el uso del agua parecía haber disminuido debido a la guerra civil siria. El 9 de marzo de 2018, durante la Operación Rama de Olivo, unidades armadas pertenecientes a la facción rebelde Ejército Nacional Sirio y a las Fuerzas Armadas turcas se hicieron con el control de la presa, arrebatándosela a las Unidades de Protección Popular (YPG),de mayoría kurda.
El 13 de enero de 2019, el relleno del cuerpo, la estructura de toma de agua, el hormigón armado y los sistemas de cubierta mecánica fueron completados y reparados por las Obras Hidráulicas del Estado Turco (DSI), que la rebautizaron como Presa Superior de Afrin.
Tras el terremoto de 2023 entre Turquía y Siria, la presa de Afrin sufrió daños, con grietas visibles en su superficie, lo que hizo temer que pudiera derrumbarse. El Ejército Nacional Sirio impidió a activistas y periodistas visitar la presa. Al parecer, el nivel del agua era bajo en ese momento.

## La presa
La presa, rellena de tierra, tiene una altura de 73 metros y una longitud de coronación de 983 metros. Tiene una anchura de 385 metros en la base y 22 metros en la cresta. La cima de la presa está a 339 metros de altitud. La torre de desagüe tiene una sección de 20 por 20 metros y una altura de 89,5 metros. El aliviadero de medio abanico tiene una capacidad de 1.329 metros cúbicos por segundo (46.900 pies cúbicos por segundo).
Un túnel de 5.5 m de diámetro y 280 m de longitud sirve para el vertido de emergencia. Otro túnel, de 15 m de diámetro y 295 m de longitud, se utiliza para la evacuación de agua potable y de riego. También hay pozos y túneles para inspeccionar y drenar el agua que se infiltra en la presa. En el cuerpo de la presa y las distintas instalaciones hay instalada una innovadora red de dispositivos de medición eléctrica, incluidos los de medición de la temperatura y la actividad sísmica. La central hidroeléctrica proporciona 25 MW de potencia.

## Embalse
El embalse tiene una capacidad de 190.000.000 metros cúbicos. Mide 14 kilómetros de largo y 650 metros de ancho en su parte central. Cubre una superficie de 925 hectáreas (2.290 acres). El máximo caudal es de 1840 metros cúbicos por segundo. La superficie de regadío es de 31.263 hectáreas (77.250 acres) en el distrito de Afrin. Se riega un 52% de olivos, un 11% de árboles frutales, un 31% de cultivos como trigo, cebada, remolacha, sandías y algodón, y un 6% de otras hortalizas.Se suministra agua potable a unas 197.000 personas.

### Turismo
El lago Maydanki es un popular lugar de recreo nacional, a menudo visitado por los alepinos en verano para hacer picnics y nadar. Sin embargo, el turismo local disminuyó como consecuencia de la guerra civil y se desplomó en su mayor parte durante la Operación Rama de Olivo. No obstante, el sector turístico de la región había comenzado a recuperarse en julio de 2018, con la reapertura de dos de los diez cafés y restaurantes del lago.